# Brněnec
Brněnec (deutsch: Brünnlitz) ist eine Gemeinde mit 1.384 Einwohnern im Okres Svitavy in Tschechien. Sie liegt am Fluss Svitava, der die historische Grenze zwischen Böhmen und Mähren bildete, 11 km nördlich der Stadt Letovice und ist das Zentrum der Mikroregion Brněnec.

## Geschichte
Die Ersterwähnung des Ortes erfolgte im Jahre 1557 in der Teilungsurkunde der Herrschaft Swojanow. Im Jahre 1892 stieß man bei Bauarbeiten an der Straße nach Deutsch Bielau (Bělá nad Svitavou) in der Nähe des einen Kilometer westlich des Ortes befindlichen Gasthauses „Neu Amerika“ (Nová Amerika) auf Reste prähistorische Tongefäße. Bei gezielten Grabungen legte man 1893 auf diesem Gräberfeld weitere Fundstücke frei. In den in einem benachbarten Berghang befindlichen, Quirgellöcher (tschechisch Jeskyně Čertovy) genannten Klüften und Höhlen waren zuvor bereits Reste frühzeitlicher Besiedlung entdeckt worden.
Brünnlitz erhielt mit dem Bau der Eisenbahn von Prag nach Brünn einen Bahnhof an dieser Hauptstrecke. Neben dem bedeutendsten Betrieb, der Daubek-Mühle, siedelten sich dadurch zahlreiche Industriebetriebe an.

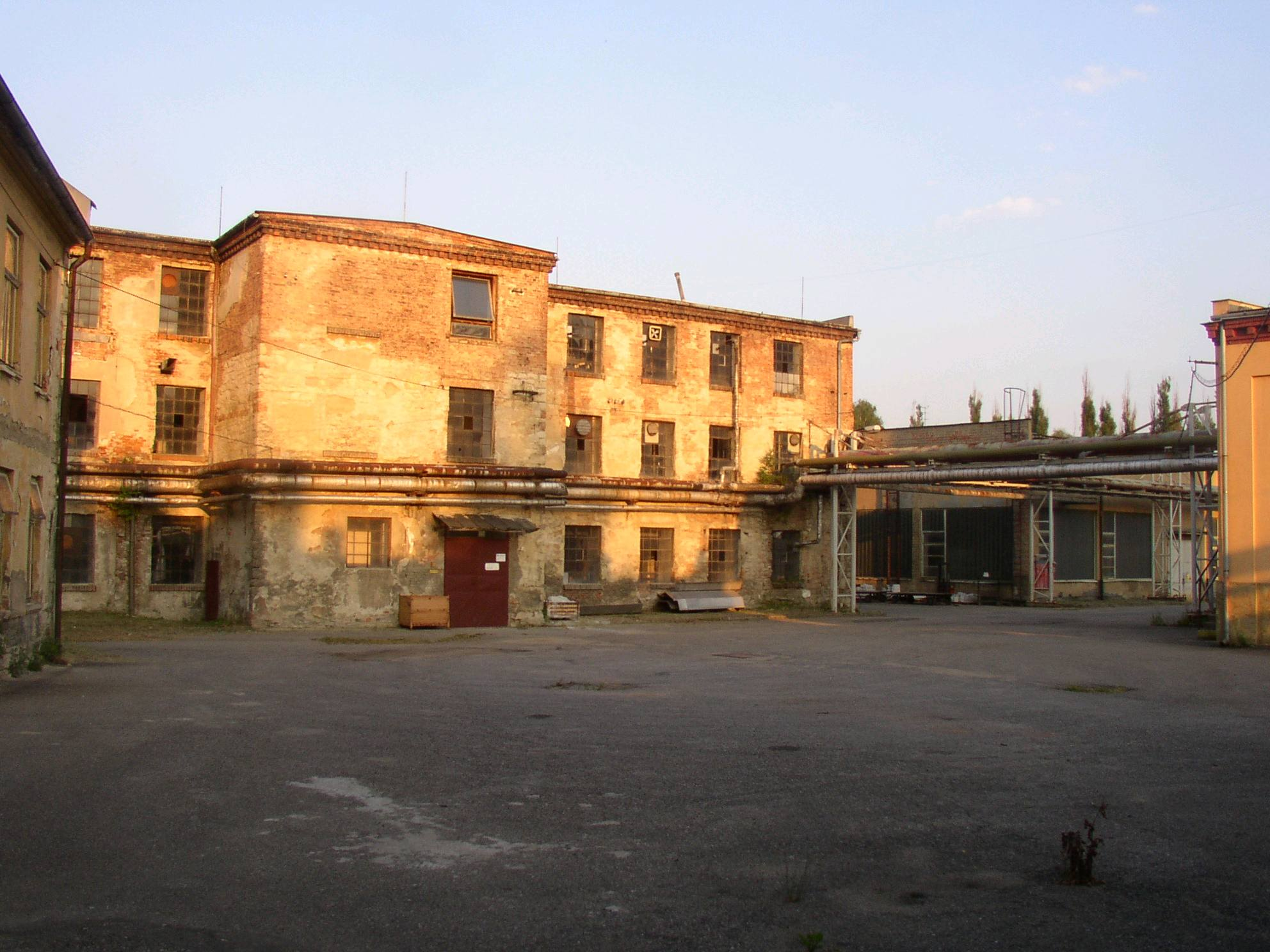
Schindlers Fabrik

In Brünnlitz, einschließlich der damaligen Ortsteile Hinterwasser (Zářečí) und Unterwald (Podlesí), lebten im Jahre 1930 606 Einwohner, von denen 208 deutscher Nationalität waren. 1939 hatte Brünnlitz nur noch 490 Einwohner. Ursache dieses Rückgangs war die Aussiedlung bzw. der Wegzug von Tschechen nach der Eingliederung ins Deutsche Reich.
Das Gemeindegebiet erstreckte sich zu dieser Zeit ausschließlich auf das rechte, böhmische Ufer der Zwitta (Svitava). Gegenüberliegend, auf mährischer Seite, befand sich das selbständige Dorf Mährisch Chrostau (Moravská Chrastová), das mit seinen Ortsteilen Marienthal (Mariánské Údolí), Chrostau Ölhütten (Chrastová Lhota) und Pulpetzen (Půlpecen) im Jahre 1939 1.143 Einwohner aufwies und somit mehr als doppelt so groß wie Brünnlitz war.
Der Ort Brünnlitz gehörte zum Bezirk und Gerichtsbezirk Politschka und wurde nach dem Münchner Abkommen Teil des deutschen Landkreises Zwittau.
Im Jahre 1944 verlegten Oskar Schindler und Emilie Schindler die Deutsche Emailwarenfabrik (DEF) einschließlich des zugehörigen Lagers mit 1.200 jüdischen Zwangsarbeitern von Krakau nach Brünnlitz in die dortige von ihm erworbene Munitionsfabrik. Sie entgingen so dem Abtransport in die Vernichtung und wurden am 10. Mai 1945 befreit. Heute gibt es in der Gemeinde Brněnec 800 Arbeitsplätze.

## Gemeindegliederung
Die Gemeinde Brněnec besteht aus den Ortsteilen Brněnec (Brünnlitz), Chrastová Lhota (Chrostau Ölhütten), Moravská Chrastová (Mährisch Chrostau) und Podlesí (Unterwald) sowie den Ortslagen Drahošov, Mariánské Údolí (Marienthal) und Sibíř.

## Söhne und Töchter der Gemeinde
- František Bartoš (1905–1973), Komponist
- Konstantin Mach OSB (1915–1996), Komponist; Geburtsname: Friedrich Mach
- Helmut Fischer (1929–2023), evangelischer Theologe